# Aleksandr Vladimirovich Dvornikov
Aleksandr Vladimirovich Dvornikov (tiếng Nga: Александр Владимирович Дворников; sinh ngày 22 tháng 8 năm 1961) là một Đại tướng Lục quân Nga, là tư lệnh lực lượng Nga tại Syria năm 2015 và Ukraina năm 2022. Dvornikov sinh tại Ussuriysk, tốt nghiệp Trường Trung học Quân sự Suvorov năm 1978, Trường Cao đẳng Sĩ quan Moskva năm 1982, Học viện Quân sự Frunze năm 1991, Học viện Quân sự Bộ Tổng Tham mưu năm 2005. Ông từng chỉ huy đơn vị chiến đấu ở Chechnya. Ngày 17 tháng 3 năm 2016, ông được phong Anh hùng Liên bang Nga vì công trạng ở Syria. Ông là chỉ huy một trong những cánh quân Nga tấn công Ukraina vào tháng 2 năm 2022, sau đó là chỉ huy chung của lực lượng Nga tại Ukraina từ tháng 4 năm 2022. Ông được thăng quân hàm Trung tướng cuối năm 2012, Thượng tướng cuối năm 2014, Đại tướng vào giữa năm 2020.